# NaDa
Ли Юн Ёль (кор. 이윤열; Куми, Кёнсан-Пукто), также известный как Red_NaDa — профессиональный корейский игрок в StarCraft, играющий за Терранов. Он известен отличным микроконтролем и созданием новых тактик, поэтому многие называют его «Гениальный Терран». Единственный корейский профессиональный игрок, который на протяжении семи лет (с марта 2002 г. по май 2009-го) постоянно находился в ТОП-30 рейтинга KeSPA. Ли Юн Ёль был в команде IS, KTF и сейчас в WeMade FOX. Он один из четырёх игроков в истории соревнований по StarCraft, который выиграл 3 раза OSL, а также «Золотую Мышь». В 2007 году, NaDa подписал новый контракт на 3 года с командой Wemade Made Fox приблизительно на $800,000. 10 июня 2012 года заявил о завершении карьеры киберспортсмена в связи с уходом в армию, а также личными причинами. В 2015 году вернулся к киберспортивной карьере.

## Основные Достижения

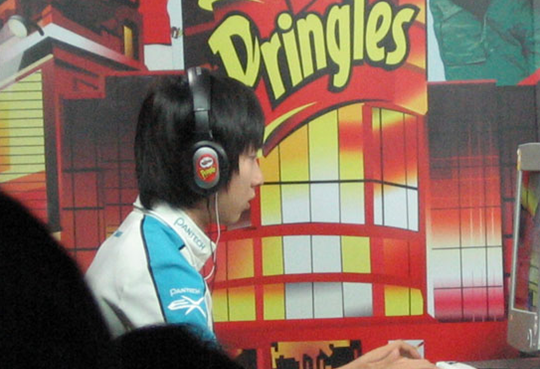
NaDa за игрой, 2 сезон MSL

- Чемпион KPGA 2nd Tour
- Чемпион KPGA 3rd Tour MSL
- Чемпион KPGA 4th Tour MSL
- Чемпион Panasonic OnGameNet Starleague — Ноябрь 2002 — Февраль 2003
- Чемпион KT-KTF Premiere League
- 3 место на BlizzCon
- Чемпион IEF (International e-sports Festival)
- Чемпион Shinhan 2 OSL — Сентябрь 2006 — Ноябрь 2006
- Чемпион Shinhan Masters